# 오사코 게이스케
오사코 게이스케(일본어: 大迫 敬介, 1999년 7월 28일 ~ )는 일본의 축구 선수로, 포지션은 골키퍼이다. 현재 산프레체 히로시마에서 활동하고 있다.

## 구단 경력
그는 2018년 J1리그의 산프레체 히로시마에 입단했다. 2022년에 J리그컵 우승을 차지했다. J1리그 2022년과 2023년 3위, 2024년 준우승.

## 국가대표팀 경력
그는 2019년 코파 아메리카에 참가할 일본 국가대표팀에 발탁되었으며, 6월 17일 칠레와의 경기에서 데뷔했다. 2019년 EAFF E-1 풋볼 챔피언십에도 출전, 준우승.
그는 2020년 하계 올림픽에 참가할 일본 U-23 국가대표팀에 선발되었으나 경기에 출전하지는 못하였다.
2022년 EAFF E-1 풋볼 챔피언십에도 출전, 우승. 2025년 EAFF E-1 풋볼 챔피언십에도 출전, 우승에 기여했다.

## 통계
| 일본 | 일본 | 일본 |
| 연도 | 출전 | 득점 |
| ---- | ---- | ---- |
| 2019 | 2    | 0    |
| 2020 | 0    | 0    |
| 2021 | 0    | 0    |
| 2022 | 1    | 0    |
| 2023 | 4    | 0    |
| 2024 | 1    | 0    |
| 통산 | 8    | 0    |